# Distretto di Abu
Il distretto di Abu (阿武郡, Abu-gun?) è uno dei distretti della prefettura di Yamaguchi, in Giappone.
Attualmente fanno parte del distretto i comuni di Abu e Atō.
| Controllo di autorità | VIAF (EN) 259333354 · NDL (EN, JA) 00389224 |